# Prémio Tektónica

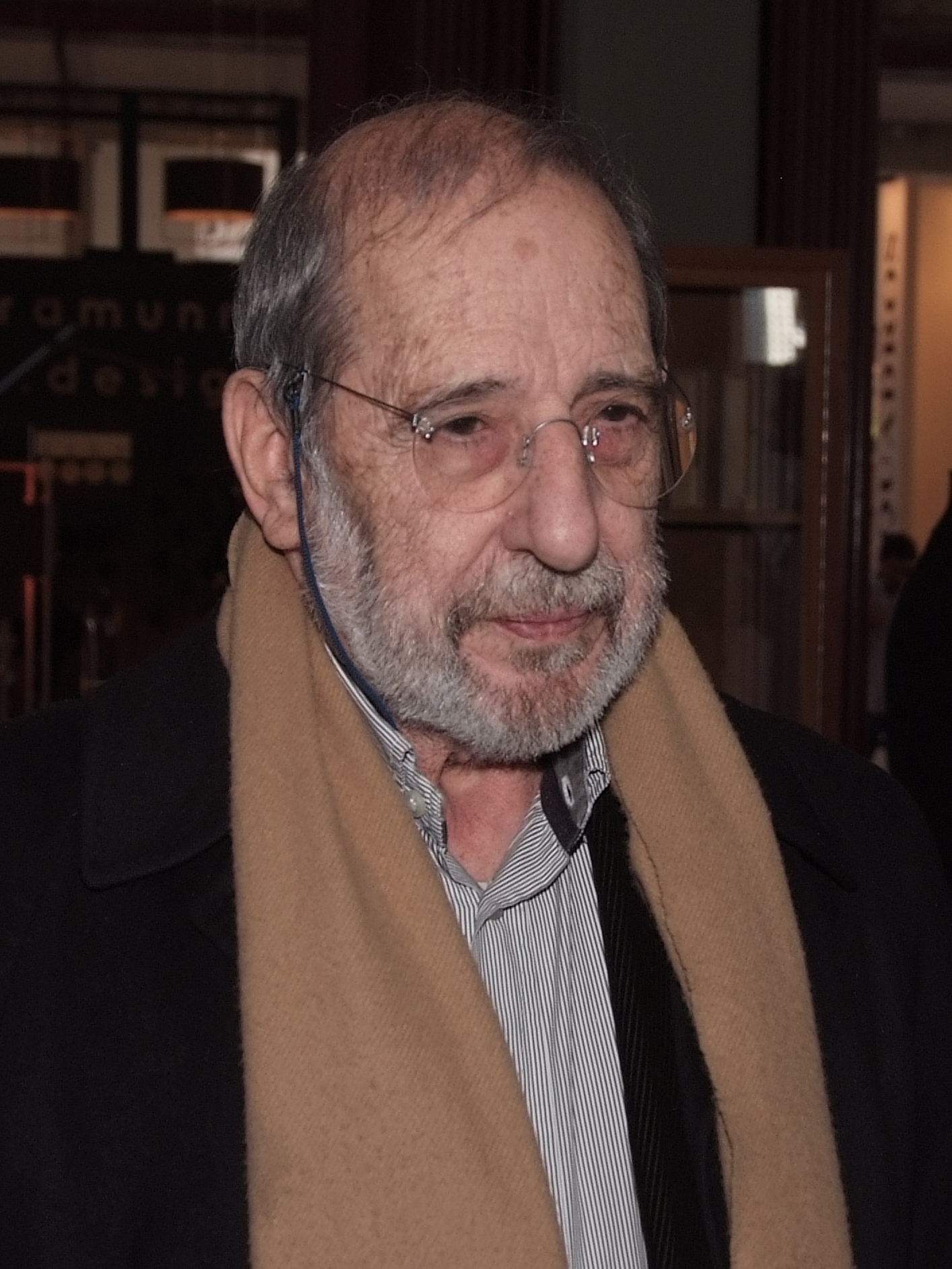
Álvaro Siza Vieira (Prémio Tektónica 2016).

O Prémio Tektónika é um galardão concedido anualmente desde 2003 pela Associação Industrial Portuguesa e pela Feira Internacional de Lisboa distinguindo profissionais do sector da construção.

## História
O Prémio Tektónika em 2003 tinha inicialmente como objetivo premiar uma obra de arquitetura que respondesse exemplarmente a uma temática contemporânea prevista no regulamento do concurso, sendo o júri nomeado pela Ordem dos Arquitectos. A partir do ano de 2018 o prémio passou a incluir mais sectores para além da arquitetura e o júri passou a incluir outras entidades como a Ordem dos Engenheiros.

## Prémios
Foram concedidos os seguintes prémios anualmente:
- Prémio Tektónika de Arquitectura
  - 2003 - Jorge Lapa, José Macedo e Pedro Santos[3]
  - 2004 - Ricardo Tedim Cruz e Susana Barros Vilela[4]
  - 2005 - Ana Lúcia Filipe, Filipe Boim e Paula Melâneo[5]
  - 2006 - Fernando de Mello Franco, Marta Moreira e Milton Braga[6]
  - 2007 - Bruno André da Cruz[7]
  - 2008 - Marco Simões Silva e Nuno Costa Brás[8]
  - 2009 - SAMI arquitectos[9]
  - 2013 - Carlos Prata[10]
  - 2014 - Francisco Castro Rodrigues[11]
  - 2015 - Raúl Hestnes Ferreira[12]
  - 2016 - Álvaro Siza Vieira[13]
  - 2017 - Menos é mais, Arquitectos[14]
  - 2018 - Paulo David[15]
  - 2019 - Manuel Aires Mateus e Francisco Aires Mateus[16]